# Paulo Sérgio (football, 1969)
Pour les articles homonymes, voir Paulo Sérgio.
Pour le footballeur brésilien dénommé Paulo Sérgio né aussi en 1969, voir Viola (football).
Paulo Sérgio Silvestre do Nascimento, plus communément appelé Paulo Sérgio (né le 2 juin 1969 à São Paulo), est un footballeur brésilien ayant notamment remporté la Coupe du monde de football 1994 et la Ligue des champions de l'UEFA en 2001.

## Clubs
- 1988-1988 :  SC Corinthians
- 1989-1990 :  Novorizontino
- 1990-1993 :  SC Corinthians
- 1993-1997 :  Bayer Leverkusen
- 1997-1999 :  AS Roma
- 1999-2002 :  Bayern Munich
- 2002-2003 :  Al Wahda Abu Dhabi
- 2003-2003 :  EC Bahia

## Équipe nationale
- 1991-1994 : Brésil : 12 sélections, 2 buts.

Il a joué, en tout, 23 minutes lors de la Coupe du monde 1994 contre le Cameroun et la Suède.

## Palmarès

### En équipe du Brésil
- Vainqueur de la Coupe du monde 1994

### Avec les Corinthians
- Champion du Brésil en 1990

### Avec le Bayern Munich
- Vainqueur de la Ligue des champions en 2001
- Vainqueur de la Coupe intercontinentale en 2001
- Champion d'Allemagne en 2000 et 2001
- Vainqueur de la Coupe d'Allemagne en 2000
- Vainqueur de la Coupe de la Ligue d'Allemagne en 2000